# The Lone Hand (film 1919)
The Lone Hand è un cortometraggio muto del 1919 diretto da George Holt.

## Produzione
Il film fu prodotto dall'Universal Film Manufacturing Company.

## Distribuzione
Distribuito dall'Universal Film Manufacturing Company, il film - un cortometraggio in due bobine - uscì nelle sale cinematografiche USA il 13 dicembre 1919.  Una copia in nitrato della pellicola è conservata negli archivi dell'UCLA.